# 費格森嶺

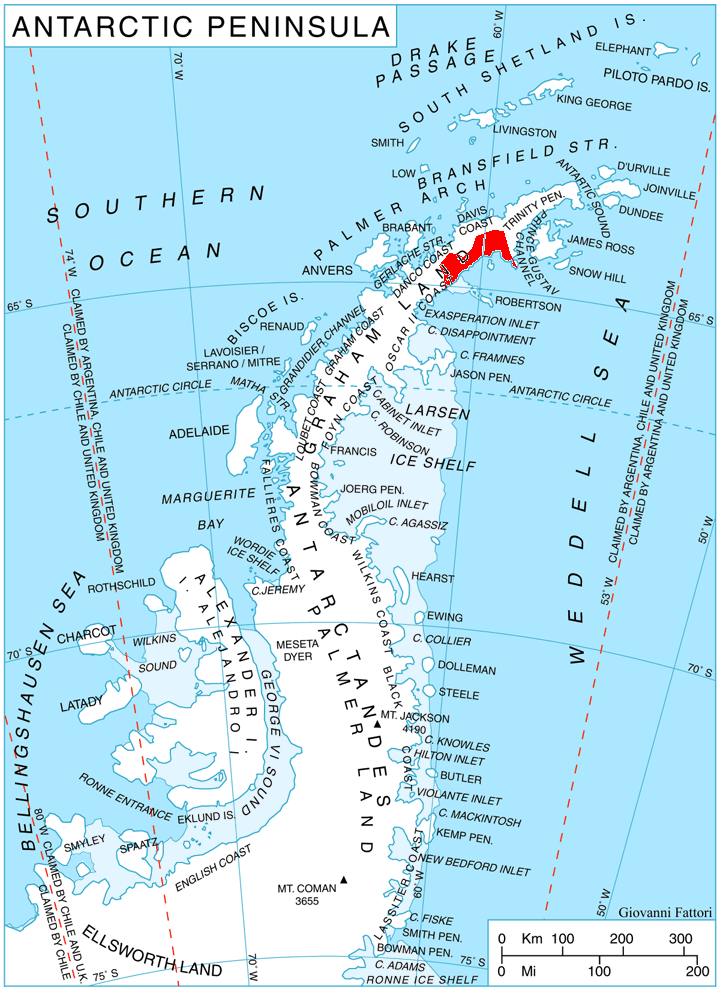

費格森嶺（英語：Ferguson Ridge），是南極洲的山嶺，位於葛拉漢地的努登舍爾德海岸，處於諾德韋爾峰西南面，海拔高度855米，現時由南極條約體系管理。